# Дикий Дмитро
Дмитро Дикий — український галицький селянин із Бертишева (тоді повіт Бібрка, нині в Жидачівському районі Львівської области, Україна), громадський діяч.
Протягом певного часу навчався у Львівській академічній гімназії. 16 травня 1900 року о 6-й годині вечора в селі Дев'ятниках відбулося відкриття читальні товариства «Просвіта». На збори прибув о. Донатович і громадський діяч із Бертишева Дмитро Дикий. Делеґат Української Національної Ради ЗУНР від Бібрецького повіту.